# Туран-шах I
Туран-шах I (*д/н — 1096/1097) — султан Кермана й Оману в 1085—1096/1097 роках. Повне ім'я Мух'ї ад-Дін Імад аль-Даула Туран-шах бен Кавурд.

## Життєпис
Походив з династії Сельджукидів. Син Кавурд-бека, маліка Кермана і Оману. Про дату народження та молоді роки нічого невідомо. У 1073 році брав участь у військовому поході батька проти султана Малік-шаха I, який завершився поразкою Керманських Сельджуків. Туран-шах потрапив у полон, його частково засліплено. Невдовзі Малік-шах I призначив його маліком (намісником) Фарсу. В Ширазі Туран-шах перебував до 1079 року. За цей період багато зробив задля розбудови міста та провінції.
наприкінці 1079 року, скориставшись невдоволення знаті проти нового керманського володаря Султан-шаха (брата Туран-шаха), виступив на Бердасир, змусивши брата розділити владу. Також номінальним співволодарем став сліпий брат Мірдан-шах. Поступово туран-шах перебрав владу в Кермані та Омані на себе. 1084 року його було визнано султаном Малік-шахом I спадкоємцем брата Султан-шаха. після смерті останнього 1085 року стає новим маліком Керману.
У 1092 році після смерті султана Малік-шаха I й початку боротьби за владу між його синами Махмудом і Баркіяруком оголосив про власну незалежність та прийняв титул султана. Уклав союз з Арслан-Аргуном, що став фактично незалежним у Хорасані. Згодом підкорив Сістан. У 1094 році вдерся до Фарсу, який легко зайняв. Успіхам сприяла нова війна між Сельджукидами — Тутушем I та Баркіяруком. Тому спроби вигнати війська Туран-шаха I з Фарсу виявилися марними.
Разом з тим продовжив політику попередника щодо сприяння торгівлі та розвитку ремісництва. Нового піднесення набула посередницька торгівля з індійськими державами, звідки товар доправлявся до країн Близького Сходу. Контроль над Ормузькою протокою також сприяв наповненню скарбниці. За наказом Туран-шаха I було закладено Мечеть маліка в Бердасирі, яку завершили його спадкоємці.
У 1096 або 1097 році загинув під час нової військової кампанії проти Баркіярука. Йому спадкував син Іран-шах.